# 風恋花凛
『風恋花凛』（ふうれんかりん）は、日本のバンド音速ラインの4枚目のスタジオ・アルバムである。2008年10月22日発売。発売元はユニバーサルミュージック。

## 概要
- 前作より約1年ぶりとなるアルバム。

## 収録曲
1. Hello Hello Hello[1:22]
作詞・作曲・編曲：藤井敬之
2. KAZAHANA[3:26]
作詞・作曲：藤井敬之、編曲：音速ライン
3. ロレッタ[3:25]
作詞・作曲：藤井敬之、編曲：音速ライン
4. ポラリスの涙[4:00]
作詞・作曲：藤井敬之、編曲：音速ライン・中村太知
5. 疾風のように[2:44]
作詞・作曲：藤井敬之、編曲：音速ライン
6. 半分花 Band ver.[4:41]
作詞・作曲：藤井敬之、編曲：音速ライン
7. フラッシュバックサマー[4:39]
作詞・作曲：藤井敬之、編曲：音速ライン
8. 手のひらの記憶[2:51]
作詞・作曲・編曲：藤井敬之
9. WWG[2:29]
作詞・作曲：藤井敬之、編曲：音速ライン
10. 恋の魔法[3:33]
作詞・作曲：藤井敬之、編曲：音速ライン
11. 恋人よ[5:12]
作詞・作曲：藤井敬之、編曲：音速ライン
12. 季節風[3:51]
作詞・作曲：藤井敬之、編曲：音速ライン
13. 大切な人[4:44]
作詞・作曲：藤井敬之、編曲：音速ライン
14. 優しい雨とこのままで[3:20]
作詞・作曲・編曲：藤井敬之